# Суперсерия 1976/1977
Суперсерия 1976/1977 — серия игр между хоккейной сборной клубов СССР и клубами ВХА. Проходила в городах США и Канады в декабре 1976 — январе 1977 гг. Советская команда одержала шесть побед при двух поражениях.

## Игры
Первую игру сборная провела практически сразу после 10-часового перелёта.
- 27.12.1976, «Нью-Игленд Уэйлерс» — Сб. клубов СССР 5:2 (3:1, 0:0, 2:1)
Голы: Свейн (Д.Робертс, Ирл, 4:16), Ирл (Хангслебен, 15:26), Макгрегор (Болдюк, Бэкстрем, 17:19), Лайл (Труа, Г.Робертс, 47:27), Лайл (Робертс, Пле, 59:07) — А.Мальцев (Голиков, Билялетдинов, 16:26; бол.), А.Якушев (Шалимов, 45:22).
Сборная клубов СССР: Третьяк; Ляпкин — Крикунов, Лутченко — Бабинов, Билялетдинов — Первухин; А.Якушев — Шадрин — Шалимов, Балдерис — Жлуктов — Репнев, Мальцев — А.Голиков — Природин. Не выступала тройка Петрова, Васильев. Старший тренер: Б.Кулагин.
Нью-Игленд Уэйлерс: Рэдер;Лайас — Бэкстрем, Робертс — Кеон, Пле — Еарл, Маккензи — Абрахамсон — Хандслебен, Лей — Арндт — Антонович, Макгрегор — Каллаген — Салвуд, Свейн — Болдюк — Труа.
- 28.12.1976, «Цинциннати Стингерс» — Сб. клубов СССР 5:7 (0:1, 2:2, 3:4)
Голы: Стонтон (Кэрол, Хьюгнес), Ларос (Кэрол, Плумб), Ледук (Бреди, Деграм), Дидлей (Ледук), Деграм — В.Петров-3, В.Шалимов, Б.Александров, В.Первухин, Х.Балдерис
Сборная клубов СССР: Сидельников; Цыганков — Лутченко, Васильев — Бабинов, Билялетдинов — Первухин, Ляпкин, Балдерис — Петров — Харламов, Шалимов — Шадрин — Якушев, Мальцев — А.Голиков — Викулов, Александров.
- 30.12.1976, «Хьюстон Аэрос» — Сб. клубов СССР 1:10 (1:1, 0:8, 0:1)
Голы: … — В.Петров-2, А.Голиков-2, В.Крикунов, С.Бабинов, А.Якушев, Х.Балдерис, В.Ковин, В.Шалимов.
Сборная клубов СССР: Третьяк, Лутченко — Цыганков, Билялетдинов — Первухин, Крикунов — Ляпкин, Бабинов, Балдерис — Петров — Харламов; Мальцев — А.Голиков — Ковин, Шалимов — Шадрин — Якушев, Репнев, Викулов.
- 01.01.1977, «Индианаполис Рейсерс» — Сб. клубов СССР 2:5 (0:0, 2:3, 0:2)
Голы: … — А.Мальцев, В.Харламов, А.Голиков, Ю.Ляпкин, Х.Балдерис
Сборная клубов СССР: Сидельников; Лутченко — Ляпкин, Васильев — Бабинов, Билялетдинов — Первухин, Крикунов, Михайлов — Петров — Харламов, Мальцев — А.Голиков — Ковин, Викулов — Жлуктов — Александров, Балдерис.
- 03.01.1977, «Сан-Диего Маринерс» — Сб. клубов СССР 3:6 (2:0, 0:3, 1:3)
Голы: Б.Михайлов-2, А.Якушев, В.Петров, В.Крикунов, А.Мальцев, у канадцев — Бургес (Френч), Риверс, Пиндер (Хьютнес).

Сборная СССР: Третьяк, Крикунов — Ляпкин, Лутченко — Цыганков, Билялетдинов — Первухин, Бабинов, Михайлов — Петров — Харламов, Шалимов — Шадрин — Якушев, Викулов — Жлуктов — Балдерис, Мальцев — А.Голиков — Ковин, Репнев.
- 05.01.1977, «Эдмонтон Ойлерс» — Сб. клубов СССР 2:3 (0:1, 1:1, 1:1)
Голы: Коннелли-2 — А.Якушев-2, П.Природин
Сборная клубов СССР: Сидельников; Лутченко — Цыганков, Билялетдинов — Первухин, Бабинов — Крикунов, Ляпкин, Михайлов — Петров — Харламов, Мальцев — А.Голиков — Природин, Шалимов — Шадрин — Якушев, Жлуктов.
- 06.01.1977, «Виннипег Джетс» — Сб. клубов СССР 2:3 (0:1, 1:2, 1:0)
Голы: Халл, Лонг — А.Якушев-2, Х.Балдерис

СССР: Третьяк, Лутченко — Бабинов, Билялетдинов — Первухин, Васильев — Крикунов, Михайлов — Петров — Харламов, Шалимов — Шадрин — Якушев, Викулов — Жлуктов — Александров, Балдерис — А.Голиков — Репнев.
- 08.01.1977. «Квебек Нордикс» — Сб. клубов СССР 6:1 (3:1, 2:0, 1:0)
Голы: Брекенбери-2, Бернье, Дьюб, Бордело, Тардиф — Михайлов
Сборная клубов СССР: Третьяк (Сидельников, 21), Лутченко — Крикунов, Билялетдинов — Первухин, Васильев — Бабинов, Михайлов — Мальцев — Харламов, Викулов — А.Голиков — Балдерис, Шалимов — Шадрин — Якушев.

## Общая статистика сборной клубов СССР
- 8 игр — В.Лутченко (0+5, 2), 3.Билялетдинов (0+4, 14), В.Первухин (1+2, 6);

7 игр — А.Якушев (7+1, 6), Х.Балдерис (4+4, 14), А.Мальцев (3+5, 6), В.Шалимов (2+5), В.Харламов (1+6, 4), А.Голиков (3+3), С.Бабинов (1+4, 6), В.Крикунов (2+1, 2), Ю.Ляпкин (1+2), В.Шадрин (0+3, 4);
6 игр — В.Петров (6+4), В.Васильев (0+0, 2);
5 игр — Б.Михайлов (3+1, 4), В.Ковин (1+1, 4), В.Викулов (0+1), В.Третьяк (17п), А. Сидельников (9п);
4 игры — Г.Цыганков (0+2, 6), В.Репнев (0+0, 2), В.Жлуктов;
3 игры — Б.Александров (1+0);
2 игры — П.Природин (1+0).